# 2011년 12월
| 2011년: 1월 · 2월 · 3월 · 4월 · 5월 · 6월 · 7월 · 8월 · 9월 · 10월 · 11월 · 12월 |

| <            | 2011년 12월 | 2011년 12월 | 2011년 12월 | 2011년 12월 | 2011년 12월 | >          |
| 일           | 월          | 화          | 수          | 목          | 금          | 토         |
|              |             |             |             | 1 11.7 경인 | 2 8 신묘    | 3 9 임진   |
| 4 10 계사    | 5 11 갑오   | 6 12 을미   | 7 13 병신   | 8 14 정유   | 9 15 무술   | 10 16 기해 |
| 11 17 경자   | 12 18 신축  | 13 19 임인  | 14 20 계묘  | 15 21 갑진  | 16 22 을사  | 17 23 병오 |
| 18 24 정미   | 19 25 무신  | 20 26 기유  | 21 27 경술  | 22 28 신해  | 23 29 임자  | 24 30 계축 |
| 25 12.1 갑인 | 26 2 을묘   | 27 3 병진   | 28 4 정사   | 29 5 무오   | 30 6 기미   | 31 7 경신  |

| - 12월 4일 - 소크라치스 - 12월 13일 - 박태준 - 12월 17일 - 김정일 - 12월 18일 - 바츨라프 하벨 - 12월 30일 - 김근태 편집하기 |

## 2011년12월 31일(토요일)
- 사모아의 표준 시간대가 UTC-11에서 하루를 앞당겨 이날 0시부터 UTC+13으로 변경되었다.

## 2011년12월 30일(금요일)
사회
- 대한민국의 김근태 민주통합당 상임고문이 64세의 나이로 사망했다.

## 2011년12월 28일(수요일)
사회
- 조선민주주의인민공화국 김정일 국방위원장의 영결식이 평양에서 엄수되었다.
- 분당선 기흥 - 보정 구간이 개통되었다.

## 2011년12월 26일(월요일)
사회
- 이희호와 현정은 등 조문단 18명이 김정일 조문을 위해 조선민주주의인민공화국을 방문하였다.

## 2011년12월 25일(일요일)
군사/테러
- 나이지리아 북부에서 폭탄 테러가 일어나 최소 39명의 사상자가 발생하였다.

## 2011년12월 24일(토요일)
시위
- 러시아에서 부정 선거를 규탄하는 시위가 곳곳에서 열렸다.

## 2011년12월 23일(금요일)
군사/테러
- 시리아의 다마스쿠스에서 폭탄 테러가 일어나 최소 44명의 사상자가 발생하였다.

## 2011년12월 22일(목요일)
정치
- 대한민국 대법원, 정봉주 전 국회의원에게 허위사실유포 혐의 인정하여 징역 1년 원심 확정 판결

사회
- 서울중앙지법은 1997년 발생한 이태원 햄버거 가게 살인 사건의 피의자를 살인 혐의로 기소했다고 밝혔다.
- 대한민국 대법원은 삼호주얼리호를 납치하고 석해균 선장을 살해하려한 혐의로 기소된 해적 아라이에게 무기징역을 선고하고 기소된 나머지 해적에 대해서도 중형을 선고하였다.

군사/테러
- 이라크의 바그다드에서 연쇄 폭탄 테러가 일어나 250여명의 사상자가 발생하였다.

## 2011년12월 21일(수요일)
정치/선거
- 블라디미르 푸틴이 2012년 3월 실시되는 러시아 대통령선거 후보로 공식 등록했다.

## 2011년12월 20일(화요일)
정치
- 한나라당 황우여 원내대표와 민주통합당 김진표 원내대표가 회담을 갖고 국회 정상화에 합의했다.

## 2011년12월 19일(월요일)
사회
- 김정일의 사망이 공식적으로 보도되었다.

## 2011년12월 18일(일요일)
정치
- 대한민국 이명박 대통령과 일본 노다 요시히코 총리가 정상회담을 가졌다. 이명박 대통령은 위안부 문제에 대한 정치적 결단을, 노다 총리는 평화비 철거 등을 요구하였다.

재난/재해
- 필리핀에서 열대폭풍 와시로 인한 피해로 1000명 이상의 사망자가 발생하였다.

부고
- 구 체코슬로바키아의 시민 포럼 지도자로 1989년부터 1993년까지 체코슬로바키아의 첫 민선 대통령, 1993년부터 2003년까지 체코 대통령을 역임한 바츨라프 하벨이 향년 75세로 사망했다.

## 2011년12월 17일(토요일)
부고
- 김정일이 사망했다.

## 2011년12월 16일(금요일)
경제
- 세계 무역 기구가 러시아를 154번째 회원국으로 가입시켰다.

## 2011년12월 15일(목요일)
군사/전쟁
- 미국이 이라크 전쟁의 종전을 선언하였다.

정치
- 자크 시라크 전 프랑스 대통령이 파리 시장 시절 공금 유용 혐의로 유죄를 선고 받았다.

## 2011년12월 13일(화요일)
범죄
- 벨기에 리에주에서 테러가 발생하였고, 이탈리아 피렌체에서도 총기 난사 사건이 발생하였다.

## 2011년12월 12일(월요일)
사회
- 중국 어선의 불법 조업을 단속하던 대한민국 해경 한 명이 중국 선원의 흉기에 찔려 사망하는 사건이 발생하였다. 경찰은 이 어선의 선원들을 모두 붙잡아 구속영장을 신청하였다.

## 2011년12월 10일(토요일)
과학
- 동아시아 지역에서 개기 월식 현상이 관측되었다.

## 2011년12월 9일(금요일)
사회
- 인천공항철도 작업인부 참사
  - 0시 30분경(KST) 인천공항철도 계양역에서 검암역 방향으로 1.3km 떨어진 곳에서 작업 중인 인부 6명이 마지막 열차에 치어 5명이 사망하고 1명이 다치는 사고가 발생하였다.
- 대한민국 경찰이 2011년 재보궐선거 디도스 사건의 수사 결과를 발표하고, 구속된 한나라당 의원 전 비서와 사건을 검찰에 송치하였다.

정치
- 홍준표 한나라당 대표가 대표직에서 물러났다.

## 2011년12월 7일(수요일)
정치/선거
- 옛 소비에트 연방 대통령이었던 미하일 고르바초프가 총선을 다시 치러야 한다고 주장했다.

## 2011년12월 6일(화요일)
- 엘리오 디 뤼포 총리가 이끄는 새로운 벨기에 정부가 출범하면서 541일 동안 지속된 벨기에의 무정부 상태가 종료되었다.

## 2011년12월 5일(월요일)
정치
- 대한민국의 민주노동당과 국민참여당, 새진보통합연대가 합당하여 통합진보당으로의 합당을 선언하고 합당절차를 밟았다.
- 러시아에서 시위가 촉발되었다.

사회
- 국제사법재판소는 그리스의 마케도니아 북대서양조약기구 가입 저지가 잘못이라고 판결하였다.

## 2011년12월 4일(일요일)
정치
- 러시아 총선에서 집권당인 통합 러시아당이 국가 두마(하원) 450개 의석 가운데 238석을 차지하면서 과반을 확보하였다.

선거
- 슬로베니아 총선에서 조란 얀코비치 류블랴나 시장이 이끄는 긍정 슬로베니아 당이 과반을 확보하였다.

## 2011년12월 3일(토요일)
사회
- 미국 캘리포니아 지방법원은 삼성이 자사의 특허를 침해했다며 애플이 제기한 소송을 기각했다.
- 베네수엘라 카라카스에서 라틴아메리카·카리브 국가공동체(CELAC)의 첫 회담이 열렸다.

## 2011년12월 2일(금요일)
사회
- 농협의 전산망에서 장애가 발생해 한때 일부 거래가 중단되었다. 전산장애는 3일 토요일 새벽에도 발생하였다.
- 일본 최고재판소가 야스쿠니 신사에 한국인이 합사된 것을 취소해 달라는 소송을 기각했다.

## 2011년12월 1일(목요일)
문화
- 대한민국에서 MBN이 종합뉴스채널에서 종합편성채널로 재개국되었다.
- 종합편성채널 9개 방송사 (jTBC, 채널A, MBN, TV조선, HTS, JHGN, YKBC, O채널, TV천리안)가 일제히 개국하였다.

경제
- 코스피지수가 급등하여 매수 사이드카가 발동되다. 이는 2009년 1월이후로 처음이다.